# Oasi blu di Gianola
L'Oasi blu di Gianola è un'area naturale protetta del Lazio istituita nel 1988. Occupa una superficie di 5,00 ha nelle acque territoriali del comune di Formia in località Gianola in provincia di Latina.
È una cosiddetta Oasi Blu creata dal WWF. Il fondale è parallelo alla costa e raggiunge circa 4 metri di profondità. La natura del fondo è mista ma per lo più rocciosa. Vi sono una vasca per le tartarughe marine e una sorgente sottomarina. La fauna è varia e tirrenica. È ideale per le immersioni subacquee, le immersioni in apnea e lo snorkeling.
Sorge accanto al Parco regionale di Gianola e Monte di Scauri.